# Майлз, Уолтер Ричард
Уо́лтер Ри́чард Майлз (англ. Walter Richard Miles; 29 марта 1885, Силверлиф — 15 мая 1978) — американский психолог, специалист в области экспериментальный психологии, почётный профессор Йельского университета.

## Биография
Уолтер Ричард Майлз родился 29-го марта 1885 года в Силверлифе, штат Северная Дакота. Там же прошли его детские годы. В 1893 году его семья переехала в Ньюберг, штат Орегон, где Майлз, воспитанный в традициях квакеров, впоследствии учился в Университете Джорджа Фокса. Позднее он учился в колледже Эрлхама в Ричмонде, штат Индиана, а также в Университете Уильяма Пенна в Оскалузе, штат Айова. Спустя год Майлз был приглшаен Карлом Сишором в Университет Айовы, где под его научным руководством в 1913 году защитил диссертацию на соискание степени доктора философии по психологии.
С 1932 по 1952 год Майлз был профессором Йельского университета.

### Участие в научных организациях
В в 1932 году Майлз возглавлял Американскую психологическую ассоциацию.

### Награды и премии
В 1947 году Майлз был отмечен медалью Уоррена Общества экспериментальных психологов, а в 1962 году — золотой медалью Американского Психологического Фонда.

### Личная жизнь
В 1908 году Майлз женился на Элизабет Кирк, с которой он познакомился в Университете Джорджа Фокса и которая безвременно скончалась в 1925 году после переезда супругов в Стэнфорд. От этого брака у Майлза осталось трое детей.
В 1927 году он женился на своей коллеге Кэтрин Кокс. У четы был один ребёнок.

## Научная деятельность
Майлз изучал адаптивные возможности человека к враждебный условиям. Его работа по изучению зрения послужила основой использования красного освещения в комнатах для подготовки к ночным полетам летчиков во время Второй мировой войны.

## Труды
- Psychology of human variability, 1936.